# Яблунівка (Підкамінська селищна громада)
Яблуні́вка — село в Україні, у Золочівському районі Львівської області. Населення становить 82 особи. Орган місцевого самоврядування — Підкамінська селищна рада, якій підпорядковані смт Підкамінь та села Паньківці, Стрихалюки, Яблунівка.